# Alhambra (1855)
El Alhambra fue un buque de vapor de hierro construido en 1853 por Samuda Brothers en Cubitt Town, Londres. Naufragó en una colisión frente a Newcastle, cerca de Nobbys Head (Nueva Gales del Sur), el 30 de junio de 1888.

## Hundimiento
En junio de 1888, la Junta Marítima de Sídney advirtió de la existencia de un barco abandonado a unas once millas al noreste de Newcastle que suponía un peligro potencial para la navegación. El capitán del Alhambra, Summerbell, fue contratado para retirar el derrelicto, y esperaba que lo hiciera en un plazo de cuarenta y ocho horas. Una semana más tarde, el Alhambra había movido una de las anclas del buque abandonado, pero aún no la había izado, y el casco permanecía en la misma posición.
En la mañana del 30 de junio, el Alhambra estaba anclado cerca del buque hundido, acompañado por el Tasmania, que había salido para ayudar a remolcarlo a tierra. The Brisbane Courier publicó un relato de los acontecimientos posteriores:

Se fijó un cable de acero desde la popa del Alhambra a las cadenas del pecio y se propuso enviar a un buzo para amarrar la cadena al cable. El buzo, sin embargo, se dio cuenta de que no podía trabajar desde el lado noreste del derrelicto (buque abandonado), sobre el que se encontraba el Alhambra, y el capitán decidió cambiar de rumbo para situar la proa de su buque al oeste del derrelicto. Poco antes de las cuatro de la tarde se habían completado los preparativos, y el vapor estaba a punto de alcanzar la posición deseada cuando chocó con el pecio en el centro de su casco. Se intentó alterar el rumbo del barco, pero se descubrió que tenía un enorme agujero en el costado. Todos los intentos de detener la fuga resultaron inútiles, y como el vapor se estaba asentando rápidamente, la tripulación subió a los botes y alcanzó el vapor Tasmania sanos y a salvo.

El Alhambra se hundió pocos minutos después. Era propiedad de A. Wheeler de Sídney en el momento de su hundimiento, y estaba asegurado en la South British Company de Nueva Zelanda por 6000 £. Estaba valorado en 10.000 libras.